# Grobau
Grobau ist ein Ortsteil der Gemeinde Weischlitz im sächsischen Vogtlandkreis. Er wurde am 4. Juli 1963 in die Gemeinde Kemnitz eingemeindet, die sich am 1. Januar 1994 mit sechs weiteren Gemeinden zur Gemeinde Burgstein zusammenschloss. Diese wurde wiederum am 1. Januar 2011 in die Großgemeinde Weischlitz eingegliedert.

## Geographie

### Lage und Verkehr

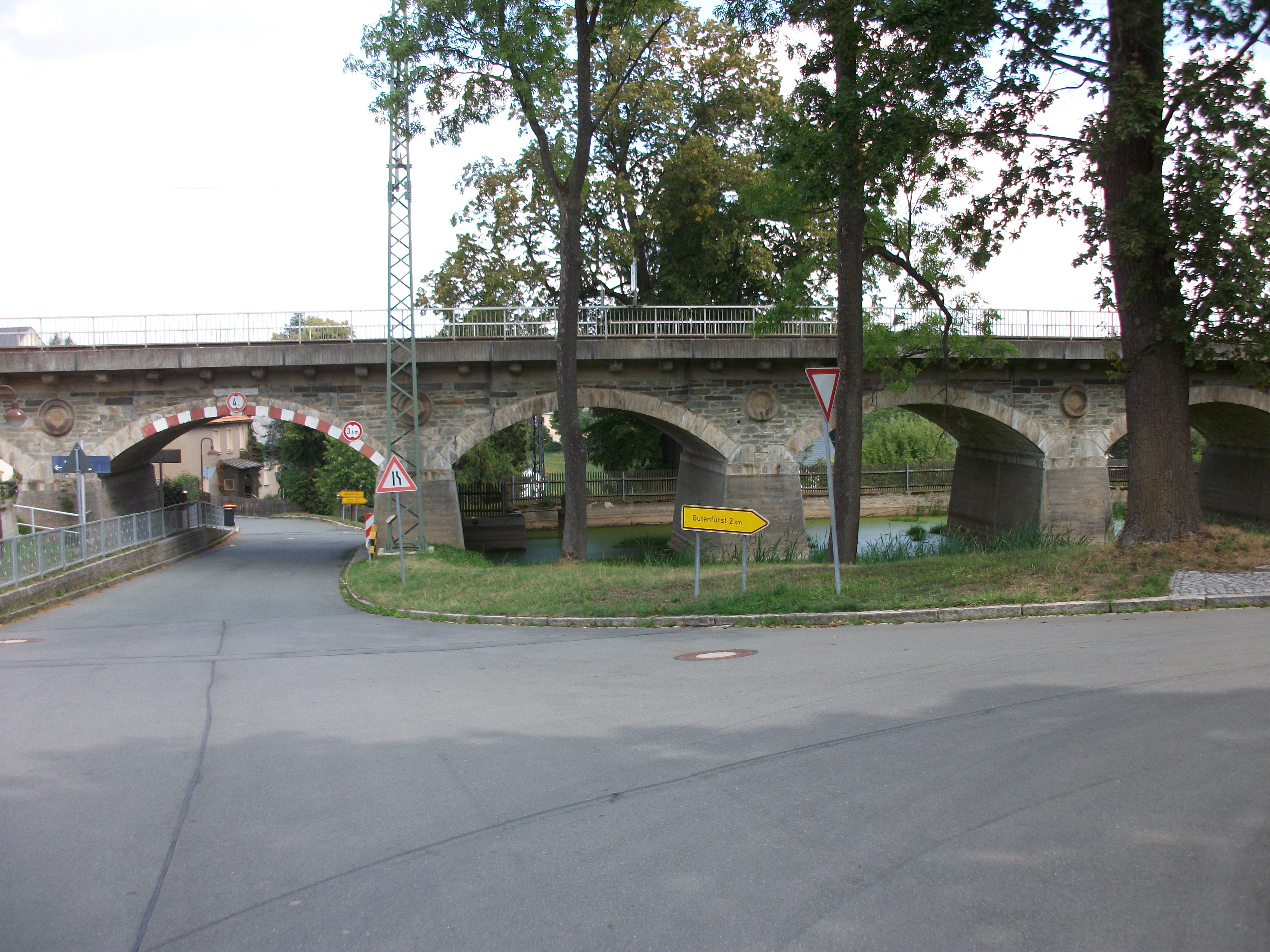
Eisenbahnviadukt Grobau (2019)

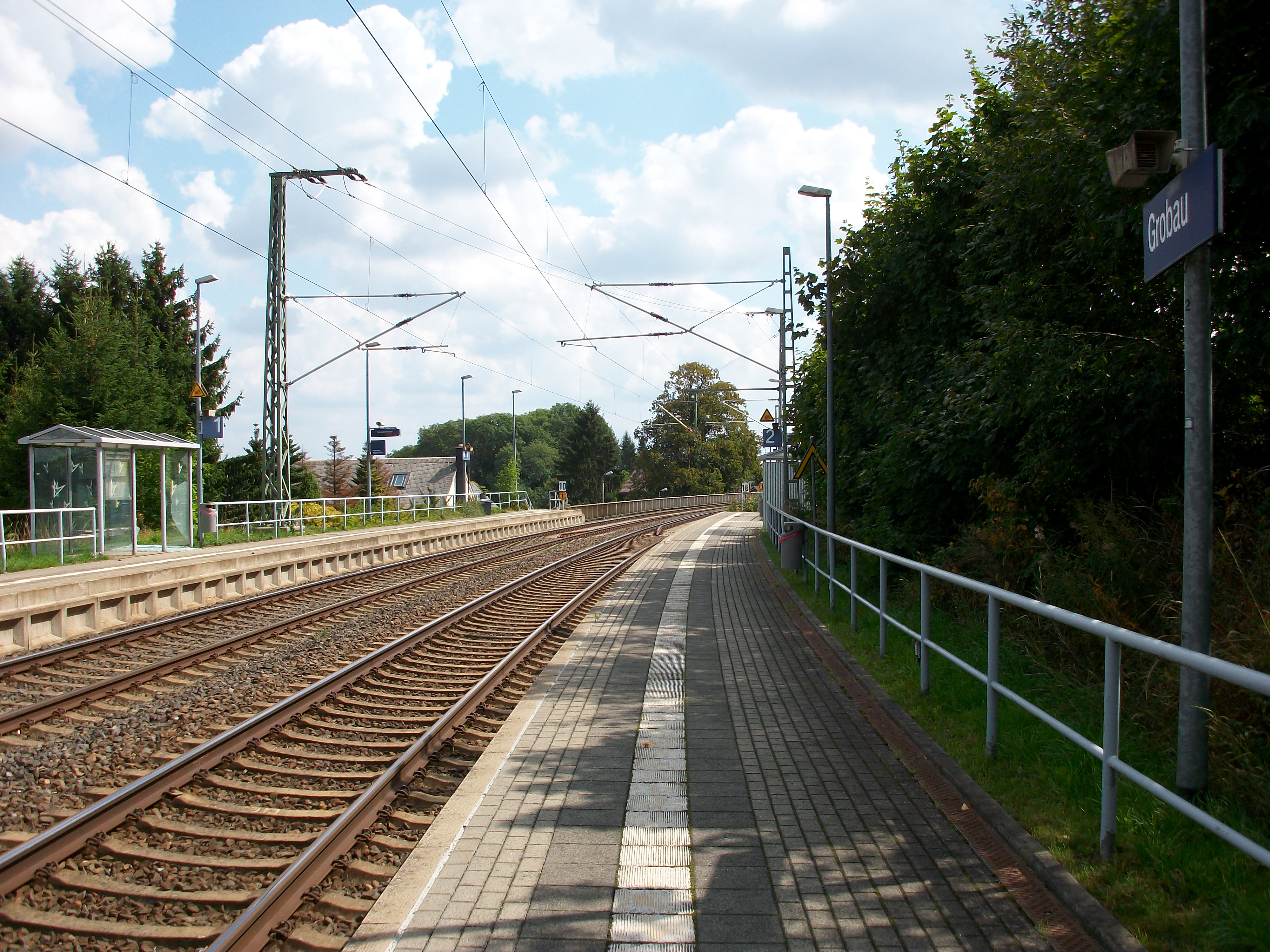
Haltepunkt Grobau (2019)

Grobau liegt im Westen der Gemeinde Weischlitz am Oberlauf des Kemnitzbaches. Er liegt auf der Wasserscheide Weiße Elster–Saale. Der Ort grenzt an die Freistaaten Bayern und Thüringen. Das Dreiländereck Sachsen–Bayern–Thüringen bildet den westlichsten Punkt des Ortsteils Grobau und der einstigen Gemeinde Burgstein. Der dort befindliche Drei-Freistaaten-Stein markiert diesen besonderen Grenzpunkt, an den die drei Freistaaten Deutschlands aufeinandertreffen. Grobau liegt am Kammweg Erzgebirge–Vogtland, welcher ebenfalls das Dreiländereck passiert. Die westliche Flur von Grobau grenzt an Bayern und gehört somit zum Naturschutzgebiet Grünes Band Deutschland, welches die ehemalige Innerdeutsche Grenze umfasst. Der in diesem ehemaligen Sperrgebiet liegende Weiler Stöckigt in der südlichen Ortsflur von Grobau wurde im Zuge der DDR-Grenzsicherung an der Innerdeutschen Grenze im Jahr 1963 zerstört.
Grobau befindet sich im Westen des Vogtlandkreises und im sächsischen Teil des historischen Vogtlands an der Grenze zum Thüringischen und Bayerischen Vogtland. Geografisch liegt der Ort im Zentrum des Naturraums Vogtland (Mittelvogtländisches Kuppenland) sowie im Landschaftsschutzgebiet Burgsteinlandschaft.
Direkt durch den Ort führt die Bahnstrecke Leipzig–Hof über ein markantes Eisenbahnviadukt, unter dessen Pfeilern sich der Dorfteich von Grobau befindet. Ein eigener Haltepunkt wird von der Vogtlandbahn und der Erfurter Bahn bedient. Der Ort ist zudem mit der vertakteten RufBus-Linie 47 des Verkehrsverbunds Vogtland an Weischlitz, Reuth und Plauen angebunden.

### Nachbarorte
|                                          | Mißlareuth                                  | Reinhardtswalde |
| Gebersreuth mit Straßenreuth (Thüringen) | Kompassrose, die auf Nachbargemeinden zeigt | Kemnitz         |
| Münchenreuth (Bayern)                    | Flur Stöckigt                               | Gutenfürst      |

## Geschichte

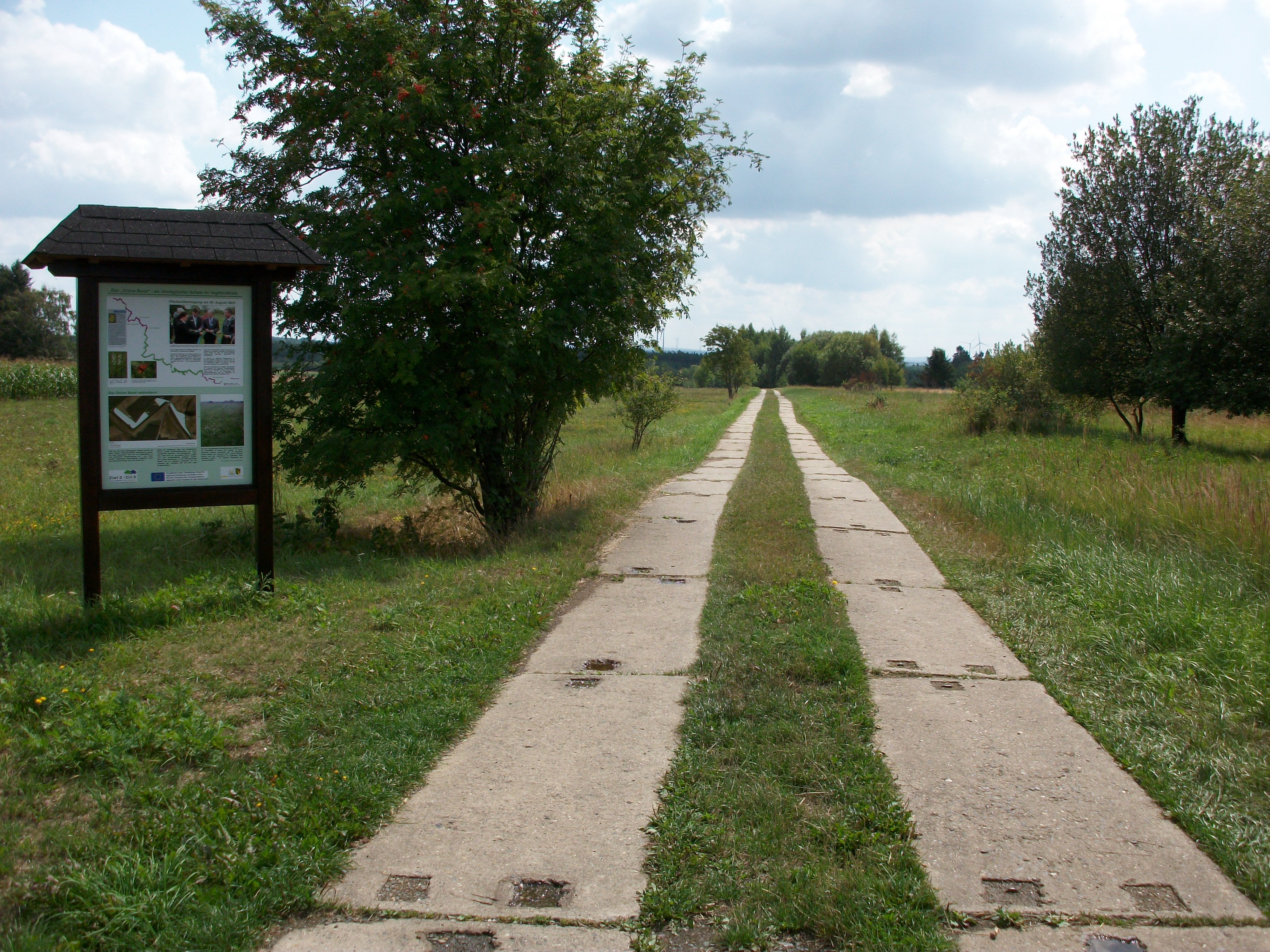
Ehemaliger Kolonnenweg in Grobau

Das Platzdorf Grobau wurde als Grobowe in einer Urkunde von 1302 erwähnt. Der Ort hatte anfangs eine Kapelle mit eigenem Geistlichen wurde dann aber nach Mißlareuth gepfarrt, welches in lange Zeit als sogenannte Streitpfarre bezeichnet wurde. Bezüglich der Grundherrschaft gehörte Grobau im Jahr 1549 anteilig zu den Rittergütern Kemnitz, Geilsdorf und Grobau. Im Jahr 1764 gehörte Grobau anteilig dem Rat zu Plauen und den Rittergütern Geilsdorf und Grobau.
Im Jahre 1549 sind in Grobau zwei Vorwerke nachweisbar, von denen sich mindestens eines im Jahr 1580 im Besitz der Familie von Grünrod befand. Seit 1606 ist eines der Vorwerke als Rittergut belegt, welches sich in der ersten Hälfte des 18. Jahrhunderts die Herren von der Heydte, ab dem Beginn des 19. Jahrhunderts die Familie Adler und um 1925 die Herren Falkenberg besaßen. Das Vorwerk Grobau unterstand dem Rittergut Gutenfürst und gehörte wie dieses gegen Ende des 16. Jahrhunderts den Herren von Feilitzsch und danach Walther von Nischwitz (1605). Die folgenden Besitzer waren Joachim von Reibold und die Herren von der Heydte, die das Vorwerk noch 1925 besaßen. Während das Vorwerk Grobau heute bewohnt ist, wurde das Rittergut Grobau in den 1970er Jahren abgerissen.
Grobau und der in der Grobauer Flur gelegene, 1791 erstmals erwähnte Weiler Stöckigt gehörten bis 1856 zum kursächsischen bzw. königlich-sächsischen Amt Plauen. 1856 wurden Grobau mit Stöckigt dem Gerichtsamt Plauen und 1875 der Amtshauptmannschaft Plauen angegliedert. 1848 wurde die Bahnstrecke Leipzig–Hof der Sächsisch-Bayerischen Eisenbahn gebaut, die den Ort im Zentrum in einer Brücke quert. Ein eigener Haltepunkt wurde jedoch erst 1959 eröffnet.
Nach dem Zweiten Weltkrieg wurde Grobau mehr und mehr von der Nähe zur innerdeutschen Grenze beeinträchtigt. So lag der Ort in der 5-km Sperrzone und war nur noch mit Passierschein zu erreichen.
Durch die zweite Kreisreform in der DDR kam die Gemeinde Grobau im Jahr 1952 zum Kreis Plauen-Land im Bezirk Chemnitz (1953 in Bezirk Karl-Marx-Stadt umbenannt). Der zu Grobau gehörende Weiler Stöckigt wurde von den Grenztruppen der DDR im Jahr 1963 komplett zerstört. Ein Grund dafür war der 593 m hohe Zapfenstein südlich des Ortsteils, von dem man eine gute Sicht auf den Grenzbahnhof Gutenfürst und das Grenzvorfeld hatte. Am 4. Juli 1963 wurde Grobau nach Kemnitz eingemeindet.
Mit der Wende endete für Grobau die Lage im Sperrgebiet. Der einstige Grenzstreifen gehört seitdem zum Naturschutzgebiet Grünes Band Deutschland. Als Ortsteil der Gemeinde Kemnitz gehörte Grobau ab 1990 zum sächsischen Landkreis Plauen. Am 1. Januar 1994 schloss sich die Gemeinde Kemnitz mit sechs weiteren Gemeinden zur Gemeinde Burgstein zusammen, die seit 1996 zum Vogtlandkreis gehörte. Mit der Eingliederung der Gemeinde Burgstein in die Großgemeinde Weischlitz gehört Grobau seit dem 1. Januar 2011 als Ortsteil zur Gemeinde Weischlitz.

## Sehenswürdigkeiten

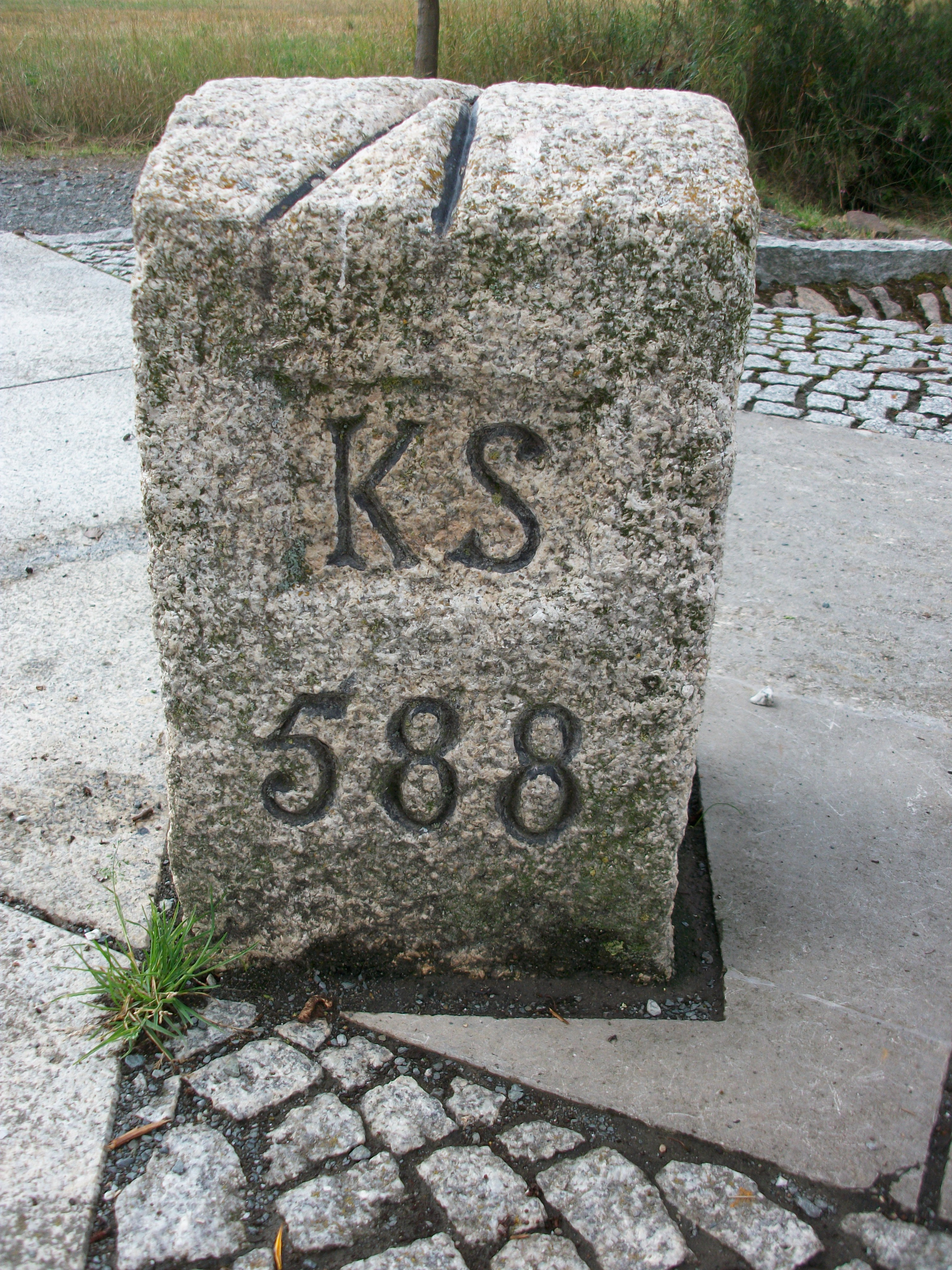
Drei-Freistaaten-Stein, sächsische Seite (Grobau)

Der Drei-Freistaaten-Stein markiert als deutsche Besonderheit die Stelle, wo die drei deutschen Freistaaten Sachsen, Thüringen und Bayern aufeinandertreffen. Auch der Name des Weges, der vom einstigen Stöckigt direkt nach Münchenreuth führt, kündet noch heute von der Grenze zwischen den Königreichen Sachsen und Bayern. Er heißt Paschersteig.